# 1695 aux échecs
| Années des échecs : 1692 - 1693 - 1694 - 1695 - 1696 - 1697 - 1698    |
| Décennies des échecs : 1660 - 1670 - 1680 - 1690 - 1700 - 1710 - 1720 |

Cet article présente les faits marquants de l'année 1695 aux échecs.

## Naissances
- Joseph Bertin, auteur échiquéen[1].